# چستر کانکلین
چستر کوپر کانکلین (به انگلیسی: Chester Cooper Conklin) (زاده ۱۱ ژانویه ۱۸۸۶ – درگذشته ۱۱ اکتبر ۱۹۷۱) بازیگر اهل ایالات متحده آمریکا بود.

## گزیده فیلمشناسی
- کوپیدو در مطب دندان‌پزشکی (۱۹۱۳)
- مبدل‌پوش (۱۹۱۴)
- ماشین‌سواری میبل (۱۹۱۴)
- معاون کلانتر (۱۹۱۴)
- گرفتار در کاباره (۱۹۱۴)
- عشق جریحه‌دارشده تیلی (۱۹۱۴)
- رام و کاغذ دیواری (۱۹۱۵)
- یک پخمه زبل (۱۹۱۷)
- یانکی دودل در برلین (۱۹۱۹)
- آنا کریستی (۱۹۲۳)
- طمع (۱۹۲۴)
- زن دنیادیده (۱۹۲۵)
- شبح اپرا
- در پشت جبهه (۱۹۲۶)
- کاباره (۱۹۲۷)
- تاکسی ۱۳ (۱۹۲۸)
- نمایش نمایش‌ها (۱۹۲۹)
- بلندپرواز باش (۱۹۳۰)
- هتل کی‌استون (۱۹۳۵)
- عصر جدید (۱۹۳۶)
- ماجرای پرشور هالیوود (۱۹۳۹)
- دیکتاتور بزرگ (۱۹۴۰)
- سفرهای سولیوان (۱۹۴۱)
- مخاطرات پائولین (۱۹۴۷)